# Теорема Колмогорова
Теоре́ма Колмого́рова в математической статистике уточняет скорость сходимости выборочной функции распределения к её теоретическому аналогу.

## Формулировка
Пусть {\displaystyle X_{1},\ldots ,X_{n}} — выборка объёма {\displaystyle n} , порождённая случайной величиной, которая задаётся непрерывной функцией распределения {\displaystyle F(x)}. Пусть {\displaystyle F_{n}(x)} — выборочная функция распределения. Тогда
{\displaystyle {\sqrt {n}}\sup \limits _{x\in \mathbb {R} }\left|F_{n}(x)-F(x)\right|\to K} по распределению при {\displaystyle n\to \infty },
где {\displaystyle K}  — случайная величина, имеющая распределение Колмогорова.

### Замечание
Неформально говорят, что скорость сходимости выборочной функции распределения к её теоретическому аналогу имеет порядок {\displaystyle 1/{\sqrt {n}}}.

## Определение границ доверительной зоны
Теорема Колмогорова очень часто применяется, чтобы определить границы, в которые с заданной вероятностью попадает теоретическая функция {\displaystyle F(x)}:
{\displaystyle P({\sqrt {n}}D_{n}\leq k_{\gamma })=P\left(F_{n}(x)-{\frac {k_{\gamma }}{\sqrt {n}}}\leq F(x)\leq F_{n}(x)+{\frac {k_{\gamma }}{\sqrt {n}}},x\in \mathbb {R} \right){\xrightarrow {n\to \infty }}K(k_{\gamma })=\gamma ,}
{\displaystyle D_{n}=\sup _{x}|F_{n}(x)-F(x)|,}
где {\displaystyle k_{\gamma }} — квантиль уровня {\displaystyle \gamma } закона распределения Колмогорова.
Таким образом с вероятностью {\displaystyle \gamma } при {\displaystyle n\to \infty \quad F(x)} находится в указанном интервале.
Вероятность {\displaystyle \gamma } называют уровнем значимости.
Область, определяемую этими границами, называют асимптотической {\displaystyle \gamma }-доверительной зоной для теоретической функции распределения.